# دورنشتاین

دورنشتاین (۱۸۷۸ متر) کوهی در رشته کوه‌های آلپ یبستال در نیدراسترایش است. این قله در شهرداری لونتس امزی واقع شده‌است و یکی از بلندترین قله‌های منطقه است.